# 大維克尼尼

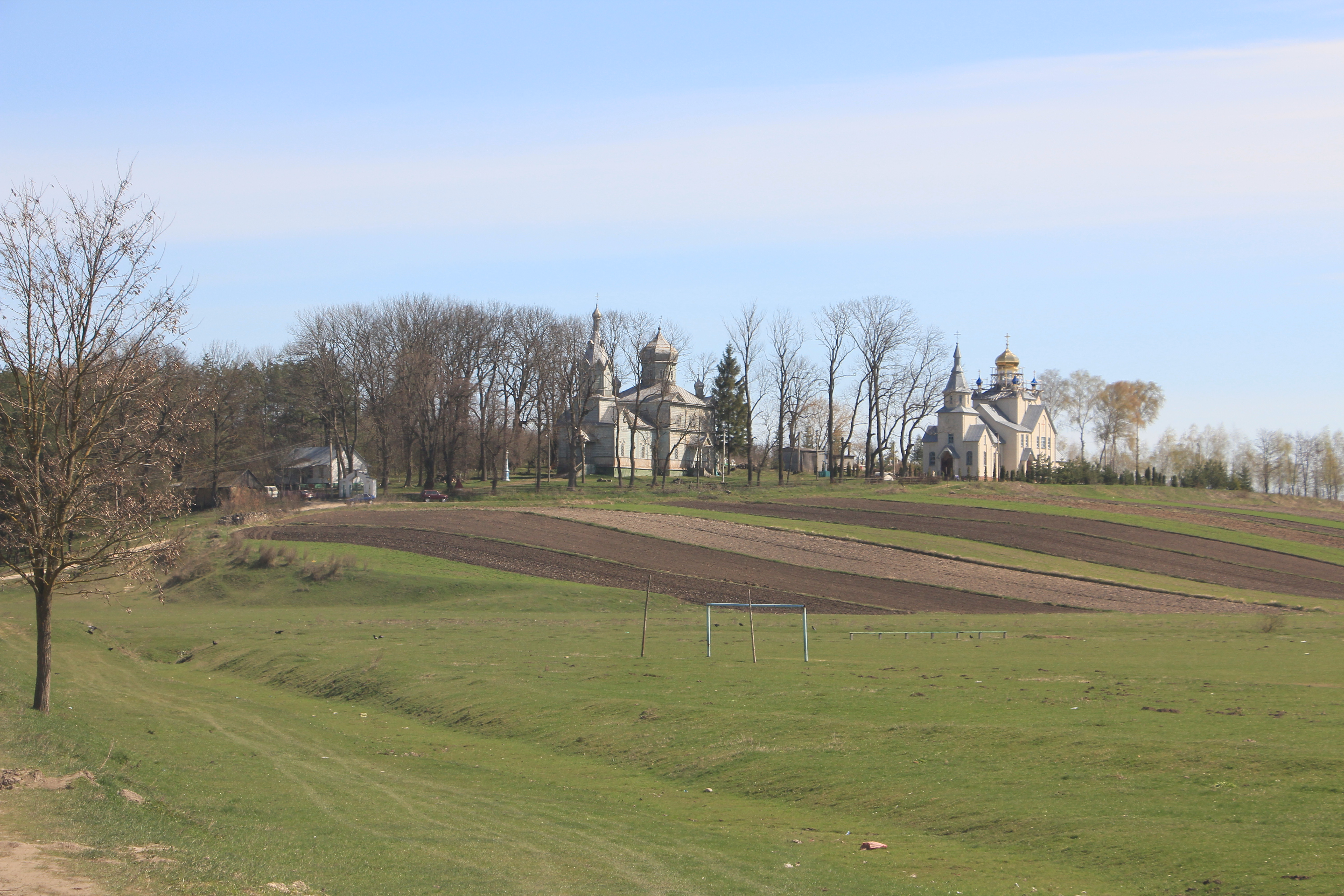

49°56′8″N 25°51′30″E / 49.93556°N 25.85833°E
大維克尼尼（烏克蘭語：Великі Вікнини），是烏克蘭的村落，位於該國西部捷爾諾波爾州，由克列梅涅茨區負責管轄，始建於1445年，面積2.45平方公里，2001年人口1,079，人口密度每平方公里440.4人。